# Covid19-koronavírus-járvány Ausztriában
A szócikk az ausztriai Covid19-járványt dolgozza fel, elképzelhető, hogy nem tartalmazza a legfrissebb adatokat, információkat.

## Időrend
2020. február 25-én jelentették az első két SARS-CoV-2 esetet Ausztriában, egy 24 éves férfi és egy 24 éves nő tesztje bizonyult pozitívnak, akik az olaszországi Lombardiából érkeztek. A két beteget egy innsbrucki kórházban kezelték.
2020. február 27-én egy 72 éves bécsi férfi SARS-CoV-2 tesztje lett pozitív, aki a Krankenanstalt Rudolfstiftung kórházban feküdt 10 napig influenza tünetekkel. Később a Ferenc József kórházba szállították át. Egy kétgyermekes családot szintén a Ferenc József kórházban helyeztek el, a gyermekek nem mutattak tüneteket. A család korábban Lombardiában üdült. 2020 február 28-án a 15 éves fiú tesztje lett pozitív. A fertőzés miatt gimnáziumában óvintézkedéseket rendeltek el, négy tanárt és 23 15-16 éves diákot küldtek haza otthoni karanténba.
2020. március 10-én a kormány bejelentése alapján bezárták az egyetemeket. Az összes 500 fő fölötti kültéri és az összes 100 fő alatti beltéri eseményt törölték. Minden 14 évnél idősebb gyermeknek otthonában kell maradnia, a kisebbeknek március 17-től. A rendelkezés április 4-ig marad érvényben. Korlátozták az Olaszországból beutazást. A kormány arra kérte a polgárokat, tartózkodjanak a közösségi kapcsolattartástól, és további lehetséges jövőbeli korlátozásokat jelentett be.
2020. március 12-én Ausztria bejelentette az első halálesetet, egy 69 éves férfi hunyt el a bécsi Ferenc József kórházban.
Március 14-én a bécsi kormány közleményt adott ki, hogy aki az utóbbi két hétben Tirolban tartózkodott, vonuljon karanténba. Elsőként izlandi majd norvég hivatalos szervek fedezték fel, hogy több Tirolból hazatérő turista vírushordozó. Később egy dán csoport alapos feltérképezés után jutott arra a következtetésre, hogy egy népszerű tiroli turisztikai település, Ischgl kulcsszerepet játszhatott a vírusnak egész Európában való rohamos elterjedésében.
Március 15-én megtiltották 5-nél több ember gyülekezését, és a vendéglőket március 17-i hatállyal bezáratják. Günther Platter Tirol tartomány kormányzója egy hetes karantént rendelt el a teljes tartományra.
A tiroli lakosokat arra kérték, hogy maradjanak otthonukban, és azt csak szükséges esetben hagyják el, élelmiszer, gyógyszer vásárlása, orvos felkeresése, pénzfelvétel, vagy kutyasétáltatás céljából.
Március 16-tól az egész országban csak az alábbiak miatt hagyhatóak el az otthonok:
- sürgős szakmai tevékenység
- bevásárlás (élelmiszer, gyógyszer)
- segítség más embernek
- séta, egyénileg vagy csoportosan akik egy háztartásban élnek

A hivatalos közlemény szerint a korlátozásokat a rendőrség betartatja.

## Statisztika
2020. 03. 19. 14:30 óráig összesen 1843 fertőzött volt az országban, 5-en haltak meg, 9 személy gyógyult fel.
Március 15-én 11:30-kor jelentették be a második halálesetet, akinek fertőzése mellett más egészségügyi komplikációi is voltak. 2020. március 16-án reggel egy harmadik koronavírussal fertőzött is meghalt. Mindhármukat hivatalosan is a Covid19 betegség áldozataiként tartják nyilván. 

## Fordítás
- Ez a szócikk részben vagy egészben  a(z)   2020 coronavirus pandemic in Austria című angol Wikipédia-szócikk ezen változatának fordításán alapul.  Az eredeti cikk szerkesztőit annak laptörténete sorolja fel. Ez a jelzés csupán a megfogalmazás eredetét és a szerzői jogokat jelzi, nem szolgál a cikkben szereplő információk forrásmegjelöléseként.